# Adama Barrow

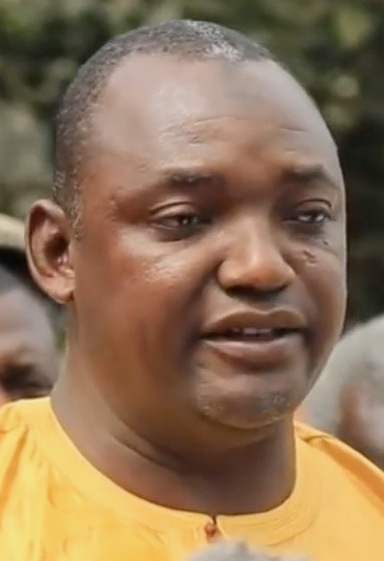
Adama Barrow 2016.

Adama Barrow, född 16 februari 1965 i en by nära Basse, är gambiansk politiker och Gambias president från 19 januari 2017.
Barrow arbetade som säkerhetsvakt i Storbritannien i början av 2000-talet, studerade till fastighetsmäklare i London. Han etablerade en egen mäklarbyrå vid namn Majum Real Estate under 2006 efter att ha återvänt till Gambia.
I september 2016 utsågs Barrow till kandidat i presidentvalet, som representant för sju oppositionspartier. Han är medlem av partiet Förenta partiet (UDP). Före presidentvalskampanjen var han kassör i UDP, men hade aldrig innehavt ett valt ämbete. I valet 2 december 2016 besegrade han den sittande presidenten Yahya Jammeh  som suttit vid makten i 22 år, med 45,54% av rösterna.
Barrow vann presidentvalet i början av december 2016  men tvingades fly till Senegal efter den politiska kris som uppstod när Jammeh vägrade avgå. Jammeh avgick först efter att grannländerna hotade med en militär intervention. Jammeh gick i exil i Ekvatorialguinea. Adama Barrow återvände till Gambia och 19 januari 2017 tillträdde han presidentposten.
I november 2021 tillkännagav Adama Barrow sin kandidatur till presidentvalet 2024.